# Distretto di Cocharcas
Il distretto di Cocharcas è un distretto del Perù nella provincia di Chincheros (regione di Apurímac) con 2.254 abitanti al censimento 2007 dei quali 529 urbani e 1.725 rurali.
È stato istituito fin dall'indipendenza del Perù.